# 阿尼塔
阿尼塔（英語：Anitta），古王国的赫梯国王。皮坦纳之子和继承人，其统治时期赫梯持续对外扩张，扩大了领土。
| 前任： 皮坦纳 | 赫梯国王 | 继任： ？ |